# Terry Albritton
Pour les articles homonymes, voir Albritton.
Terence Hillary « Terry » Albritton  (né le 14 janvier 1955 à Newport Beach et mort le 1er septembre 2005 à Phnom Penh, au Cambodge) est un athlète américain, spécialiste du lancer du poids.

## Biographie
Il se classe troisième des Jeux panaméricains de 1975 avec un jet à 19,18 m. Le 21 février 1976, à Honolulu, Terry Albritton établit un nouveau record du monde du lancer du poids avec 21,85 m, améliorant de trois centimètres l'ancienne meilleure marque mondiale détenue depuis la saison 1973 par son compatriote Al Feuerbach.
Il remporte deux titres de champion des États-Unis en 1976 et 1977.

### Palmarès
| Date | Compétition                | Lieu       | Résultat | Performance |
| ---- | -------------------------- | ---------- | -------- | ----------- |
| 1975 | Jeux panaméricains         | Mexico     | 3e       | 19,18 m     |
| 1977 | Coupe du monde des nations | Düsseldorf | 4e       | 19,85 m     |

### Records
| Épreuve         | Performance | Lieu     | Date            |
| --------------- | ----------- | -------- | --------------- |
| Lancer du poids | 21,85 m     | Honolulu | 21 février 1976 |